# Ligeti István (színművész)
Ligeti István, Schönauer (Győr, Nádorváros, 1840. – Győr, 1906. augusztus 13.) magyar színész.

## Pályafutása
Eleinte tanítóként dolgozott. Színészi pályáját Hidassy Elek társulatában kezdte 1860-ban. Vidéken működött, majd ugyan tökéletes némettudása miatt próbálták német társulatokhoz átcsábítani és egy darabig játszott a Gyapjú utcai német színházban is, de a magyar színészet híve maradt. Debrecenben és Miskolcon, majd 1891-től 1895-ig Homokay Lászlónál lépett fel. 1900-ban vonult nyugdíjba. 
Neje Bodor Etelka (Nagyvárad, 1848 – 1910) színésznő volt (korábban Dernői Károlyné), akivel 1873. február 3-án Kecskeméten kötöttek házasságot.

## Fontosabb szerepei
- Brankovics György (Erkel Ferenc)
- Buzi (Abonyi L.: A betyár kendője)
- Dolgos (Tóth E.: Tolonc)

## Működési adatai
- 1861: Debrecen
- 1870: Eger
- 1871: Nagyvárad, Vác, Marcali
- 1872: Kecskemét
- 1873–75: Miskolc
- 1876: Újvidék (?)
- 1878: Sümeg, Győr
- 1879: Esztergom
- 1882: Besztercebánya
- 1883: Tasnád
- 1886–87: Balassa Károly
- 1888–89: Völgyi György
- 1891–95: Homokay László
- 1895: Jáni János
- 1899: Zoltán Gyula